# Staatsbibliotheek Bamberg
De Staatsbibliotheek Bamberg (Duits: Staatsbibliothek Bamberg) is een algemene, regionale en wetenschappelijke bibliotheek met het zwaartepunt op de geesteswetenschappen. De bibliotheek is ondergebracht in de Neue Residenz aan het Domplein. De Vrijstaat Beieren is verantwoordelijk voor de bibliotheek.

## Overzicht
De Staatsbibliotheek Bamberg verzorgt de stad Bamberg en de regio Opper-Franken met literatuur voor onderzoek, beroep en onderwijs. De historisch gegroeide collecties met meer dan 500.000 banden worden voortdurend aangevuld met aanwinsten in alle vakgebieden. Zwaartepunten zijn de geschiedenis en de geografie van (Opper-)Franken, kunstgeschiedenis, handschriftenkunde en boekwetenschap.
In alle aspecten van het bibliotheekwezen werkt de Staatsbibliotheek samen met de Universiteitsbibliotheek Bamberg.
Een van de regionale taken van de bibliotheek is het verwerven van materiaal van en over personen, die met de regio Opper-Franken door hun geboorte of door hun werk verbonden zijn.
Bovendien bewaart de bibliotheek de wettelijk verplichte exemplaren voor de regio Opper-Franken. Dat betekent dat de bibliotheek een kopie van elk boek ontvangt, dat in Opper-Franken gepubliceerd wordt. Bovendien wordt een lopende een volledige bibliografie van de regio bijgehouden.
De bibliotheek bewaart ook de collecties boeken van het Historisch Vereniging te Bamberg, het Natuurkundig Gezelschap te Bamberg, de Kunstvereniging Bamberg, de E.T.A. Hoffmann-Gesellschaft en de afdeling Bamberg van de Frankenbund.
De reputatie van de bibliotheek als internationaal gerenommeerd wetenschappelijke bibliotheek berust op haar uitgebreide handschriftenarchief. Deze collectie gaat terug tot Keizer Hendrik II, die het bisdom Bamberg in 1007 gesticht heeft. Drie van deze handschriften werden opgenomen in het UNESCO-register Memory of the World:
- De Bambergse Apocalyps (Duits: Bamberger Apokalypse; Msc.Bibl.140),
- Het Commentaar op het Hooglied, op de Spreuken van Salomon en Daniël (Duits: Kommentar zum Hohen Lied, zu den Sprüchen Salomos und zum Buch Daniel; Msc.Bibl.22) en
- De Pharmacopoeia uit Lorsch (Duits: Lorscher Arzneibuch; Msc.Med.1).

## Collectie in cijfers
- 566.000 banden
- 80.000 prenten en foto's
- 3.600 incunabelen (wiegendrukken)
- 6.400 handschriften en autografen (daarvan 1.000 middeleeuwse handschriften)
- 1.650 lopende tijdschriften[1]

## Geschiedenis
De kern van de collectie gaat terug tot Keizer Hendrik II, die het bisdom Bamberg 1007 gesticht heeft. Onder zijn donaties aan de kathedraal van Bamberg bevonden zich vele handschriften van grote waarde, die hij of zijn voorgangers verzameld of in opdracht gegeven hadden. Zo kamen handschriften uit verschillende religieuze centra van de westelijke wereld naar Bamberg. Later werden daar talrijke boeken geschreven en geïllustreerd, vooral in de 12e eeuw door de benedictijner monniken van de abdij Michaelsberg.
In Bamberg werden voor het eerste gedrukte, Duitstalige boeken met houtsneden geïllustreerd. Hoewel de Staatsbibliotheek Bamberg alleen fragmenten uit de vroegste drukperiode in Bamberg bezit, toont de collectie van incunabelen de grote omvang van de boekproductie in de 15e eeuw.
De handschriften en gedrukte boeken in de kloosters van de stad en het bisdom Bamberg kwamen na de opheffing van die kloosters in de jaren 1802–1803 in het bezit van de Keurvorstendom Beieren. Ze kwamen terecht in een openbare bibliotheek en werden met de bibliotheek van de oude universiteit van Bamberg samengevoegd, die in 1648 als een seminarie van de Jezuïeten werd opgericht. Dat seminarie is inmiddels gesloten. In de loop van de 19e eeuw werd de bibliotheek verrijkt door schenkingen zoals die van de collectie van Joseph Heller, die 80.000 prenten en tekeningen omvat. In onze tijd ontstond een archief met materiaal van en over Ernst Theodor Amadeus Hoffmann, met daarbij een speciale collectie met alba amicorum uit de 18e en 19e eeuw.

## Gebouw
De Staatsbibliotheek Bamberg is gehuisvest in de oostvleugel van de Neue Residenz, die van 1697 tot 1703 door Johann Leonhard Dientzenhofer in opdracht van prins-bisschop Lothar Franz von Schönborn gebouwd werd. Oorspronkelijk was het bestuur van het bisdom in deze vleugel gevestigd.
De zogenaamde Dominikanerräume zijn een deel van de museale ruimtes, die voor het publiek niet toegankelijk zijn. Zij zijn genoemd naar de boekenkasten uit het Dominicanenklooster te Bamberg, die men tijdens de secularisatie (de periode van de opheffing van de kloosters in de vroege 19e eeuw) naar de bibliotheek gebracht heeft, nadat het klooster was opgeheven.
Het Vierzehnheiligen-Paviljoen op de derde verdieping, dat ook tot de museale ruimtes behoort, was de bibliotheek van de prins-bisschop van Bamberg. Sinds 1978 dient de voormalige wijnkelder als magazijn van de bibliotheek. In de entree wordt kostbaar glas in lood uit de 16e en 17e eeuw tentoongesteld, die de kunsthistoricus en verzamelaar Joseph Heller als legaat aan de bibliotheek nagelaten heeft. Vanuit de entreehal kan de leeszaal bereikt worden. Vroeger diende deze zaal als audiëntiezaal en zomerverblijf van de prins-bisschop. Vanuit de leeszaal is er een mooi uitzicht over de rozentuin, die ook in opdracht van Lothar Franz von Schönborn aangelegd werd. Tijdens de tentoonstellingen, die meerdere keren per jaar plaatsvinden, kunnen de Sternengewölbe en de voormalig tuinzaal – of Scagliolasaal – bezocht worden.